# آرسنیو گونزالس
آرسنیو گونزالس (اسپانیایی: Arsenio González‎؛ زادهٔ ۹ مارس ۱۹۶۰) دوچرخه‌سوار اهل اسپانیا است.
وی عضو تیم‌هایی همچون تیم دوچرخه‌سواری ماپی و تیم دوچرخه‌سواری کلمه بوده است.